# 파일럿 에이스

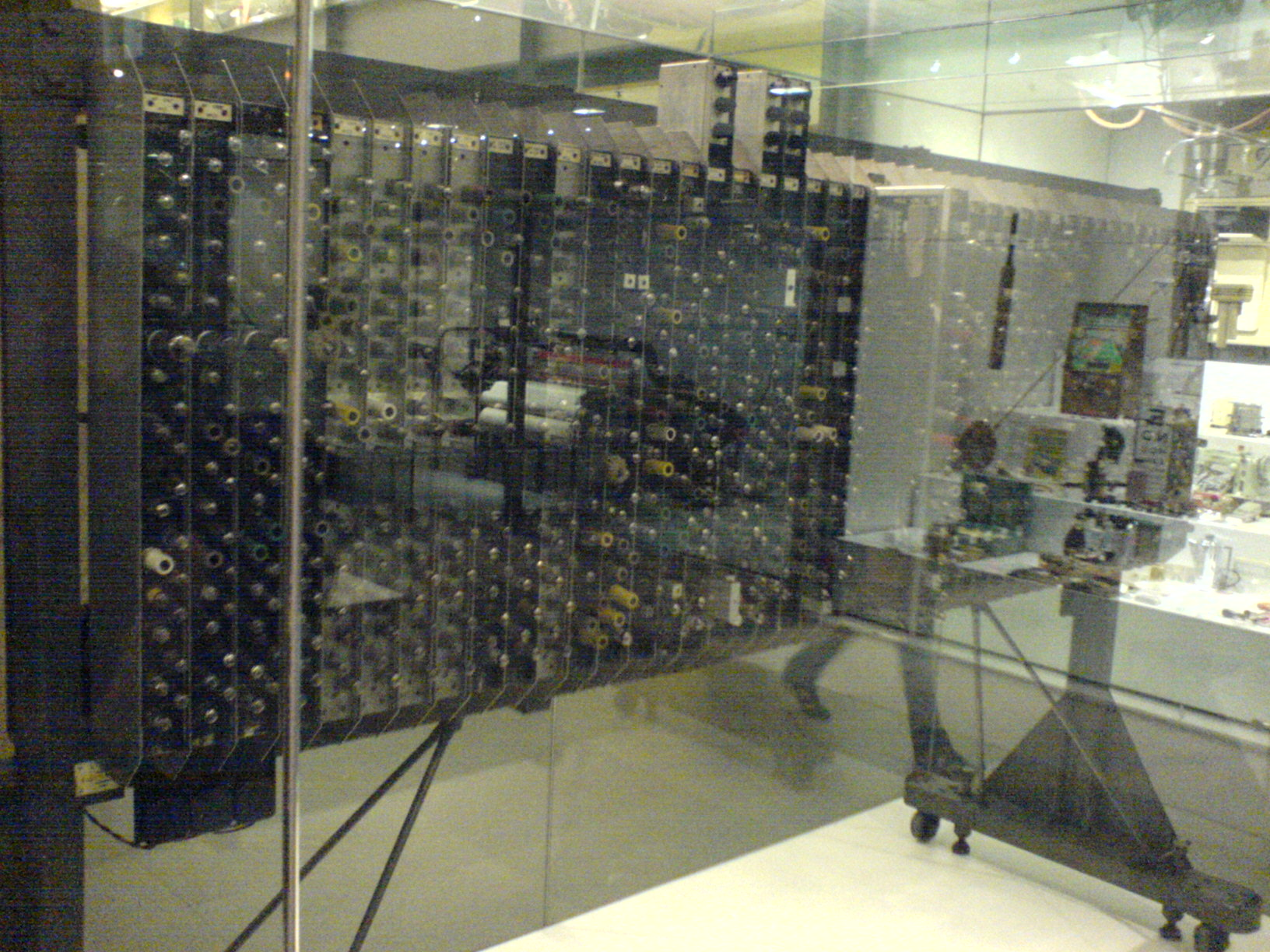
파일럿 에이스

파일럿 에이스(Pilot ACE, Automatic Computing Engine, 자동 컴퓨팅 엔진)는 영국에서 제작된 최초의 컴퓨터 중 하나였다. 1950년대 초 국립 물리 연구소(NPL)에서 제작된 이 컴퓨터는 같은 시대의 맨체스터 마크 1 및 에드삭과 같은 다른 영국 설계에 합류한 최초의 범용, 저장 프로그램 컴퓨터 중 하나였다. 공사가 완료되기 전에 NPL을 떠난 앨런 튜링이 설계한 풀 ACE의 예비 버전이었다.